# 傥城郡
傥城郡，中国古代的郡。
西魏废帝三年（554年）改晋昌郡置，治所在龙亭县（今陕西省洋县东龙亭镇）。辖境约当今陕西省洋县一带。隋朝开皇三年（583年）废。 